# Рудня (Сосницкий район)
Рудня (укр. Рудня) — село в Сосницком районе Черниговской области Украины. Население 261 человек. Занимает площадь 1,16 км².
Код КОАТУУ: 7424984002. Почтовый индекс: 16120. Телефонный код: +380 4655.

## Власть
Орган местного самоуправления — Козляничский сельский совет. Почтовый адрес: 16120, Черниговская обл., Сосницкий р-н, с. Козляничи, ул. Смирнова, 42.